# Онда (Кастельйон)
Онда (валенс. Onda, ісп. Onda) — муніципалітет в Іспанії, у складі автономної спільноти Валенсія, у провінції Кастельйон. Населення — 25 778 осіб (2010).

## Географія
Муніципалітет розташований на відстані близько 300 км на схід від Мадрида, 18 км на захід від міста Кастельйон-де-ла-Плана.
На території муніципалітету розташовані такі населені пункти: (дані про населення за 2010 рік)
- Апеадеро-де-Бечі: 41 особа
- Артеза: 198 осіб
- Бобалар: 37 осіб
- Конвенто-дель-Кармен: 4 особи
- Пла-де-ла-Маркеза: 2 особи
- Міралкамп: 4 особи
- Монтебланко: 528 осіб
- Онда: 23592 особи
- Пантано-дель-Січар: 36 осіб
- Рачолар-де-Матільда: 262 особи
- Рамбла: 24 особи
- Ріо-Сонелья: 60 осіб
- Ель-Сальвадор: 8 осіб
- Ель-Тіс: 67 осіб
- Ель-Тосалет: 310 осіб
- Баронія: 73 особи
- Беніпаррель: 201 особа
- Педрісас-Педрісетес: 175 осіб
- Ла-Піка: 20 осіб
- Ратілс: 11 осіб
- Сала: 12 осіб
- Сан-Чильс: 3 особи
- Сан-Франсеск: 12 осіб
- Сіджар-де-Байш: 91 особа
- Тренкаес: 7 осіб

## Демографія
Динаміка населення (INE ):

## Галерея зображень

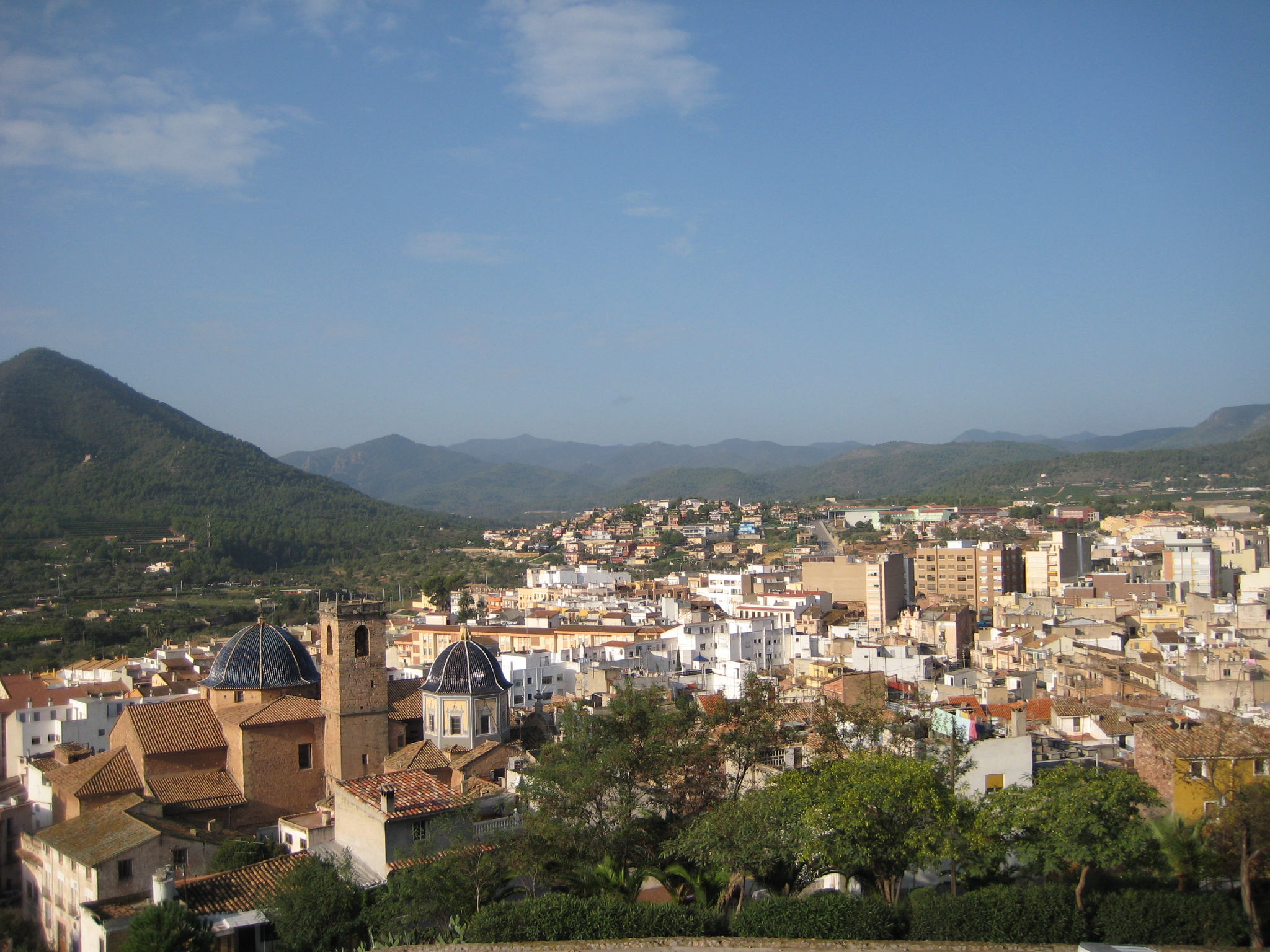
Онда, панорама